# Wiktorowo (Kamionna)
Kamionna-Wiktorowo – część wsi Kamionna w Polsce położona w województwie wielkopolskim, w powiecie międzychodzkim, w gminie Międzychód.
Miejscowość wchodzi w skład sołectwa Kamionna.

## Położenie
Wiktorowo jest dawną kolonią, a obecnie częścią Kamionny, leżącą 2 km na północny zachód od centrum wsi. Główna część osady znajdowała się w przeszłości po północno-wschodniej stronie jeziora Zrucim. Obecnie istnieje tam tylko jedno wybudowanie znajdujące się 0,5 km na pd.-zach. od jeziora, przy linii kolejowej nr 363 do Poznania.

## Historia
Geneza nazwy nie jest ustalona. Powstała zapewne od imienia założyciela kolonii. Wzmiankowana urzędowo w roku 1885 jako Victorowo, a w 1905 r. – Viktorowo. Nazwa wróciła na powojennych mapach. Do 1873 r. była to kolonia należąca do domeny rządowej w Kolnie. Następnie Wiktorowo istniało jako samodzielna gmina wiejska, która później wyludniła się. 
Jeszcze w 1905 r. miała 101,6 ha powierzchni. W 1837 r. doliczono się tu 4 dymów, a w 1885 r. 3 domów. W 1905 r. liczba ta zmalała do 2 domostw.
W okresie Wielkiego Księstwa Poznańskiego (1815-1848) miejscowość wzmiankowana jako Wiktorowo kolonia należała do wsi mniejszych w ówczesnym pruskim powiecie Międzyrzecz w rejencji poznańskiej. Wiktorowo kolonia należało do okręgu międzychodzkiego tego powiatu i stanowiło część majątku Kolno, którego właścicielem był wówczas rząd pruski w Berlinie. Według spisu urzędowego z 1837 roku wieś liczyła 32 mieszkańców, którzy zamieszkiwali 4 dymy (domostw).
W latach 1975–1998 miejscowość położona była w województwie gorzowskim.

## Demografia
W 1837 r. w Wiktorowie odnotowano 32 stałych mieszkańców, a już w roku 1885 rekordową liczbę 36 osadników. W 1905 r. liczba ta zmniejszyła się o ponad połowę. Współcześnie jest to niewielka osada wiejska. W latach 2000 i 2003 w osadzie mieszkało 16 osób, zaś w grudniu 2008 roku liczba ta zmalała do 14.